# Scenicita
La scenicita és un mineral de la classe dels sulfats.

## Característiques
La scenicita és un sulfat de fórmula química [(UO₂)(H₂O)₂(SO₄)]₂·3H₂O. Va ser aprovada com a espècie vàlida per l'Associació Mineralògica Internacional l'any 2021, sent publicada en el mes de maig de l'any següent. Cristal·litza en el sistema ortoròmbic.
Les mostres que van servir per a determinar l'espècie, el que es coneix com a material tipus, es troben conservades a les col·leccions mineralògiques del Museu d'Història Natural del Comtat de Los Angeles, a Los Angeles (Califòrnia) amb els números de catàleg: 76153 i 76154.

## Formació i jaciments
Va ser descrita a partir de mostres recollides a dues mines del comtat de San Juan (Utah, Estats Units): la mina Green Lizard, al districte miner de Red Canyon Mining, i a la mina Scenic mine, al districte miner de White Canyon. Aquests dos indrets són els únics de tot el planeta on ha estat descrita aquesta espècie mineral.